# Trần Vũ (Đông Ngô)
Trần Vũ (chữ Hán: 陳武; bính âm: Chen Wu; ???-215) tự Tử Liệt là một viên tướng của lực lượng Đông Ngô phục vụ dưới trướng của lãnh chúa Tôn Quyền trong thời Tam Quốc của Lịch sử Trung Quốc. Trần Vũ tham gia trận Hợp Phì và tử trận tại đây. Trần Vũ chết dưới tay của tướng Trương Liêu của Tào Ngụy. Ông chết khi đang hộ tống và bảo vệ Tôn Quyền trước sự truy kích của Trương Liêu. Tôn Quyền thương tiếc thành tâm cảm tạ làm lễ mai táng ma chay chu đáo cho Trần Vũ đồng thời ban cho gia đình Trần Vũ hưởng lộc 200 hộ gia đình.

## Trong Tam Quốc diễn nghĩa
Trong Tam Quốc diễn nghĩa, Trần Vũ xuất hiện tại Hồi thứ 15 trong chiến dịch Tôn Sách phạt Giang Đông. Trần Vũ được mô tả là người mình cao bảy thước, mắt vàng, con ngươi đỏ, hình dung cổ quái, mặc áo ngắn có tay áo, cầm dao là người ở Lư Giang. Trần Vũ là một trong những võ tướng tiên phong, xông xáo của phe Ngô, luôn xung phong đi đầu chém giết lập công.

### Trong chiến dịch Giang Đông
Trần Vũ đã giúp cho Chu Du đã đem quân đánh úp lấy Khúc A, ông đã tiếp ứng cho Chu Du vào thành. Sau đó về làm phụ tá cho Tôn Sách. Tôn Sách yêu lắm cho làm hiệu uý, sai đi tiên phong đánh Tiết Lễ. Trần Vũ dẫn hơn mười kị mã, xông vào trong trận chém hơn năm mươi đầu đối thủ. Sau đó quân Ngô tấn công, Trương Anh quay ngựa chạy về bị Trần Vũ đâm chết, Trần Hoành bị Tưởng Khâm bắn chết, Tiết Lễ chết ở trong đám loạn quân.
Sau đấy để bắt Thái Sử Từ, Tôn Sách sai Trần Vũ trèo lên mặt thành trước của thành Kinh Huyện đốt lửa. Sau đó khi Tôn Sách tập kích Nghiêm Bạch Hổ, Trần Vũ bơi thuyền nhỏ theo bờ sông, lượn sang được bên kia cầu, bắn tên tua tủa lên quân đứng trên bờ, Trần Vũ nhảy lên đánh giết, quân Nghiêm Dư phải lui chạy.

### Giao chiến với quân Tào
Sau trận Xích Bích, Trần Vũ theo Chu Du tập kích quân Tào do Tào Nhân chỉ huy. Trần Vũ tập kích từ mé bắc. Tuy nhiên trong chiến dịch này quân Ngô tổn thất nhân mã và người hưởng lợi là quân Thục.
Trong trận Hợp Phì, khi Tào Tháo xuất quân đánh Đông Ngô lần nữa, khi Tào Tháo sai các tướng lên núi bắt Tôn Quyền. Thì các tướng Hàn Đương, Chu Thái, bên tả có Trần Vũ, Phan Chương. Bốn tướng dẫn ba ngàn quân cung nỏ, bắn liên tục khiến Tào Tháo phải dẫn các tướng chạy về.
Sau đó trong Trận Hợp phì lần 2, lần này quân Ngô tiến công quân Tào. Tôn Quyền sai Lữ Mông, Cam Ninh làm tiên phong: Tưởng Khâm, Phan Chương làm đoạn hậu, Tôn Quyền dẫn Chu Thái, Trần Vũ, Đổng Tập, Từ Thịnh làm trung quân. Tôn Quyền ở Nhu Tu đang thu xếp quân mã sai Đổng Tập, Từ Thịnh lĩnh năm mươi chiếc thuyền to, phục sẵn ở cửa Nhu Tu. Trần Vũ thì lĩnh quân mã đi lại tuần phòng ở bờ sông.
Trong những diễn biến trận đánh sau đó, Trần Vũ nghe bên sông chém giết ầm rĩ, liền kéo một toán quân đến, vừa gặp Bàng Đức, hai bên ùa vào giao chiến. Trần Vũ đánh nhau to với Bàng Đức, sau lưng lại không có quân tiếp ứng, bị Bàng Đức đuổi mãi đến cửa hang, cây cối rậm rạp. Trần Vũ định quay lại đánh nhau, nhưng vướng tay áo vào cành cây, không chống đỡ được, bị Bàng Đức giết chết.
Quân Ngô sau đó phản công và đánh lui quân Tào. Trong đám loạn quân, tìm thấy thi hài Trần Vũ. Tôn Quyền thấy Trần Vũ bị giết, Đổng Tập lại chết đuối, thương cảm vô cùng, sai người mò thây Đổng Tập, rồi hậu táng cho cả hai người.